# Kim Ji-won
Kim Ji-won (en hangul, 김지원) (19 de octubre de 1992) es una actriz, modelo y cantante Surcoreana. Ella llamó la atención a través de sus papeles en las series de televisión The Heirs (2013) y Descendientes del sol (2016) antes de asumir papeles protagónicos en Fight for My Way (2017), Arthdal Chronicles (2019), Amor en la ciudad (2020)  Mi diario de liberación (2022) y La reina de las lágrimas (2024).

## Biografía
En noviembre de 2020 tuvo que someterse a una prueba de COVID-19, luego de que un miembro del elenco secundario de la serie Amor en la ciudad diera positivo. El 24 de noviembre del mismo año, se confirmó que después de someterse a la prueba, sus resultados habían dado negativo.

## Carrera
En febrero de 2020 se unió a la agencia "SALT Entertainment". Previamente formó parte de la agencia "King Kong Entertainment" de diciembre de 2014 hasta 2020.
Kim Ji Won ingresó a la industria del entretenimiento en 2008, interpretando roles menores en dramas, apareciendo en comerciales de televisión (Oran-C y Lollipop de Big Bang) y en el video musical de Younha para su canción "Gossip Boy". Luego fue escogida para la película Romantic Heaven, sin embargo, su gran oportunidad llegaría al ser seleccionada para un papel importante dentro del drama What's Up? que fue transmitido en el 2011.
A partir de ese momento empezó a obtener roles importantes en distintas series de televisión, como High Kick: Revenge of the Short Legged, donde interpretó a Kim Ji Won. En el 2012 fue escogida para el drama To The Beautiful You, donde interpretó a la ginmasta Seol Han Na. Volvió al cine para participar en las películas de terror Horror Stories y su secuela Horror Stories 2. Luego apareció en el video musical de Baek Seung Heon para su canción "Till the Sun Rises junto a Kim Jaejoong de JYJ, el video dura 30 minutos.
Su trabajo más memorable hasta ese momento fue en el drama The Heirs, donde interpreta a Rachel Yoo, la antagonista de la historia. El drama tuvo altos índices de audiencia y lo que le valió un premio como nueva estrella.
También adquirió mucha popularidad con el drama Descendientes del sol, donde la actriz es presentada como la Teniente Primera Cirujana Yoon Myung-joo.
En julio de 2021 se confirmó que se había unido al elenco de la serie Mi diario de liberación, donde dio vida a Yeom Mi-jung, la hija menor de su familia. Una mujer introvertida y tímida quien siempre ha pasado por la vida sintiéndose completamente sola. La serie se espera sea estrenada en el primer semestre de 2022.

## Filmografía

### Series de televisión
| Año     | Título                                           | Papel                       | Canal             | Ref.              |
| ------- | ------------------------------------------------ | --------------------------- | ----------------- | ----------------- |
| 2008    | Mrs Saigon'                                      | Hye Ryun                    | KNN               | [ 5 ]             |
| 2011    | High Kick: Revenge of the Short Legged           | Kim Ji-won                  | MBC               |                   |
| 2011    | What's Up                                        | Park Tae-yi                 | MBN               |                   |
| 2012    | To The Beautiful You                             | Seol Han-na                 | SBS               |                   |
| 2013    | Waiting For Love                                 | Choi Sae-rom                | KBS 2TV           |                   |
| 2013    | The Heirs                                        | Rachel Yoo                  | SBS               |                   |
| 2014    | Drama Especial: "The Reason I'm Getting Married" | Kim Ji-young                | KBS 2TV           |                   |
| 2014    | Gap Dong                                         | Ma Ji-wool                  | tvN               |                   |
| 2015    | Hidden Identity                                  | Min Tae-hee (Cameo)         | tvN               |                   |
| 2015    | The Time We Were Not in Love                     | Kim Ji-won (Ep.2 fotógrafa) | SBS               |                   |
| 2016    | Descendants of the Sun                           | Yoon Myung-joo              | KBS 2TV           |                   |
| 2017    | Fight for My Way                                 | Choi Ae-ra                  |                   |                   |
| 2019    | Arthdal Chronicles                               | Tan-ya                      | tvN               |                   |
| 2020-21 | Amor en la ciudad                                | Lee Eun-oh / Yoon Sun-ah    | Kakao TV, Netflix |                   |
| 2022    | Mi diario de liberación                          | Yeom Mi-jung                | JTBC              | [ 6 ] [ 7 ] [ 8 ] |
| 2024    | La reina de las lágrimas                         | Hong Hae-in                 | tvN               | [ 9 ] [ 10 ]      |

### Películas
| Año  | Título                                 | Personaje  |
| ---- | -------------------------------------- | ---------- |
| 2011 | Romantic Heaven                        | Choi Mimi  |
| 2012 | Horror Stories                         | Kim Ji Won |
| 2013 | Horror Stories 2                       | Sa Tan Hee |
| 2018 | Detective K: Secret of the Living Dead | Wol-young  |

### Drama Online
- 2014: One Sunny Day - Line TV
- 2016: Romance Island - Sohu TV

### Programa de Variedades
| Año  | Título                      | Canal | Notas                                                                        |
| ---- | --------------------------- | ----- | ---------------------------------------------------------------------------- |
| 2011 | Night After Night           | SBS   | Invitada (Ep. 19 & 20 junto al Director Jang Jin)                            |
| 2011 | Come to Play                | MBC   | Invitada (Ep. 354 junto al elenco de High Kick: Revenge of the Short Legged) |
| 2012 | Korea's Got Talent Season 2 | tvN   | Invitada (Episodio final)                                                    |
| 2012 | Strong Heart                | SBS   | Invitada junto al reparto de To The Beautiful You                            |
| 2016 | Running Man                 | SBS   | Invitada (Ep. 297)                                                           |

### Apariciones en Video Musicales
| Año  | Canción               | Artista         |
| ---- | --------------------- | --------------- |
| 2008 | "Gossip Boy"          | Younha          |
| 2012 | "Until the Sun Rises" | Baek Seung Heon |

### Anuncios
| Año | Título                   | Notas                  |
| --- | ------------------------ | ---------------------- |
| -   | 동서식품 포스트 그래놀라 | junto a Kim Byung-chul |

## Discografía
- 2010: «하늘에서 별을 따다» para la publicidad de Orange C
- 2011: «Over the Rainbow» para el BSO de High Kick: Revenge of the Short Legged
- 2012: «Might Gonna», junto a Jo Jung Suk para el BSO de What's Up en Japón.

## Anuncios
2010
- LG Cyon Lollipop (junto a Big Bang)
- Oran C
- Clean & Clear
- Samsung Securities pop
- Tous Lee Jours

2011
- CLRIDE.n
- Clean & Clear
- Hazzys Accesories
- S.T.L.

2012
- Clean & Clear
- Oran C
- Thyren

2013
- Couque D'asse

2014
- Dr. G

2015
- Lonsdale (junto a Ji Chang Wook) en China
- Time Cube - allShape

2016
- Mollis
- Olleh KT GiGA IoT Home Cam
- Com2uS Wonder Tactics
- CJ ONE card (junto a Jin Goo)

## Premios y nominaciones
| Año  | Premios                              | Categoría                                   | Papel                   | Resultado | Ref.          |
| ---- | ------------------------------------ | ------------------------------------------- | ----------------------- | --------- | ------------- |
| 2013 | SBS Drama Awards                     | Nueva estrella                              | The Heirs               | Ganadora  |               |
| 2014 | 9.º Seoul International Drama Awards | People's Choice Actress                     | Gap Dong                | Nominada  |               |
| 2017 | KBS Drama Awards                     | Excellence Actress (Mini-Series)            | Fight For My Way        | Ganadora  | [ 11 ]        |
| 2017 | KBS Drama Awards                     | Mejor pareja (junto a Park Seo Joon)        | Fight For My Way        | Ganadora  |               |
| 2017 | KBS Drama Awards                     | Premio Netizen                              | Fight For My Way        | Ganadora  |               |
| 2019 | Female Excellence Awards             | Korea Drama Award                           | Arthdal Chronicles      | Nominada  | [ 12 ]        |
| 2022 | 8th APAN Star Awardss                | Premio a la excelencia en miniserie, actriz | Mi diario de liberación | Nominada  | [ 13 ] [ 14 ] |
| 2022 | 8th APAN Star Awardss                | Mejor pareja (con Son Seok-gu)              | Mi diario de liberación | Nominados | [ 13 ] [ 14 ] |
| 2023 | Baeksang Arts Awards                 | Mejor actriz (televisión)                   | Mi diario de liberación | Nominada  | [ 15 ]        |